# Fjellman Press

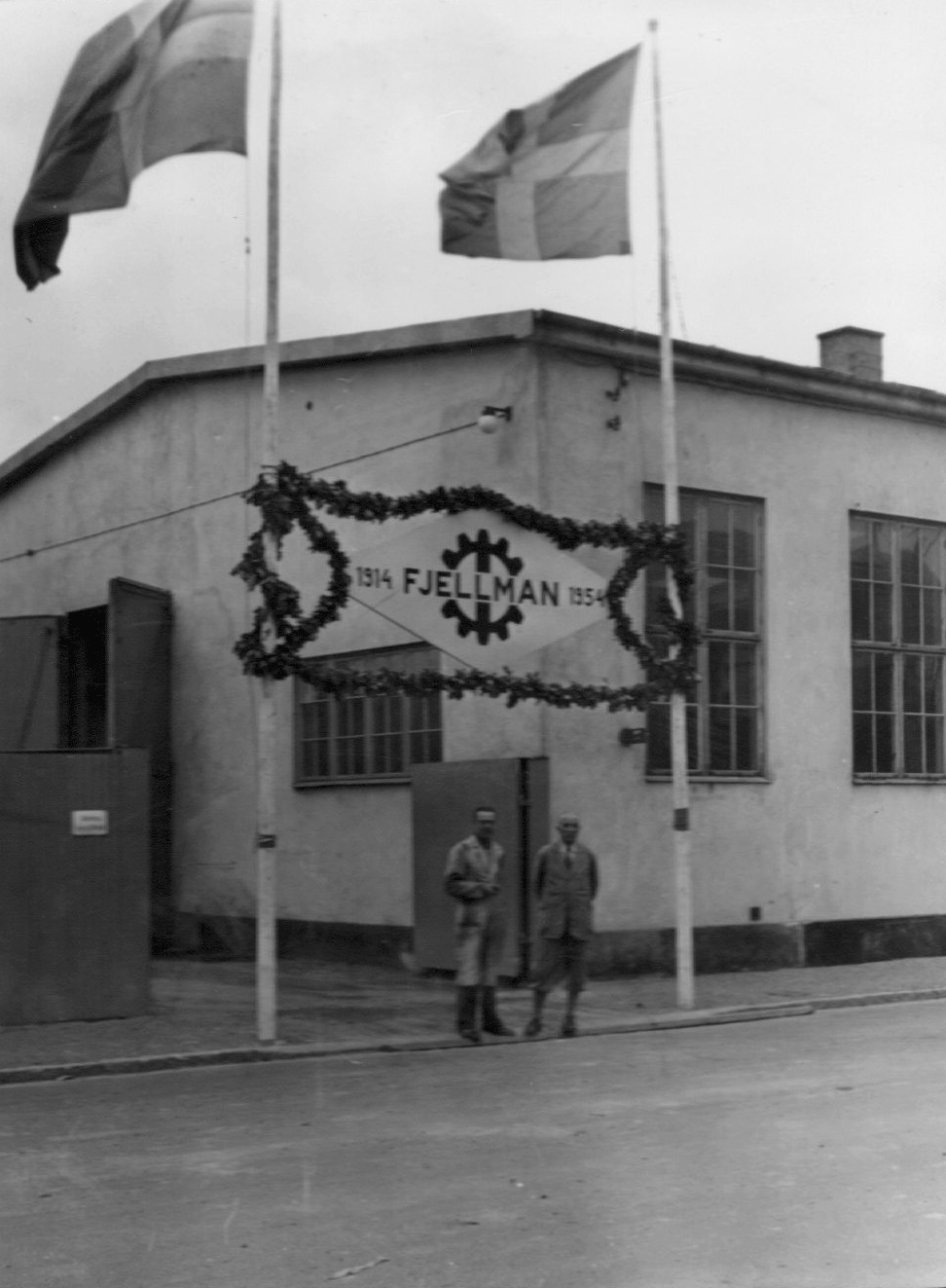
40-årsjubileum 1954

Fjellman Press AB var en svensk verkstadsindustri i Mariestad som tillverkade hydrauliska pressar. Företaget grundades 1914 av Axel Fjellman.

## Historia

### De första åren
Fjellmans grundades den 7 september 1914 i Mariestad av Axel Fjellman, som då hade 13 års erfarenhet av smedyrket bakom sig. Verksamheten startade som en smides- och hovslageriverkstad och bedrevs till en början i en smedja med en golvyta på 60 kvadratmeter. Kundkretsen var liten och tillverkningen varierad. De första åren tillverkades bland annat bågfilsblad, stämpelyxor, kaminer, sparkstöttingar och båtmotorer. År 1916 utökades verksamhetslokalerna för första gången då en verkstad för tillverkningen av bågfilsblad hyrdes. År 1917 köptes det första svetsaggregatet. Kontinuerligt anskaffades eller tillverkades på egen hand ytterligare maskinutrustning.

### Inriktning mot snickeriutrustning och pressar
Under 1920- och 1930-talen inriktades tillverkningen mot snickeriutrustning, som till exempel limspisar, limkokare, limhällar, värmebord och värmepannor. Utrustningen rationaliserade snickeriernas fanerings- och limningsarbeten. Inriktningen mot snickerierna var lyckosam och kundkretsen ökade därefter stadigt. Verksamheten utvecklades samtidigt allt tydligare från en smedja till en mekanisk verkstadsindustri.
Snart kom också Fjellmans att rikta in sig på det som skulle bli företagets huvudinriktning, pressar. Den första pressen, som var en handdriven fanerpress, levererades 1932. Därefter utvecklades hydrauliska fanerpressar. I början av 1930-talet gjordes de första exportaffärerna då företaget levererade produkter till Norge och Finland. 

### Ombildning till aktiebolag och internationell expansion
År 1938 bildades Fjellmans Mekaniska Verkstads AB under Axel Fjellmans fortsatta ledning. År 1940 levererades den första etagepressen, som är en press i flera våningar. Den första etagepressen hade en tryckkraft av 96 ton. Etagepressen fick snart en central plats i produktionen och bidrog tillsammans med den svenska träförädlingsindustrins utveckling till företagets fortsatta expansion. 
Efter andra världskrigets slut tog exporten av pressar till utlandet fart på allvar. Under 1950- och 1960-talen expanderade företaget kraftigt. USA blev företagets största exportmarknad och där startades 1951 ett dotterbolag till Fjellmans, Fjellman American Inc. I USA levererade Fjellmans pressar åt främst plywoodindustrin. Mot slutet av 1950-talet och framåt exporterades pressar till alla världsdelar. Pressarna gick inte längre enbart till träindustrin utan även till metall-, gummi-, laminat-, plast- och varvsindustrin m.m. Vissa pressar som levererades var då bland de största i världen. 
År 1962 tog Axels son Rune Fjellman över som vd i samband med att företaget flyttade till nya lokaler. Runes bror Tore Fjellman blev vice VD. År 1966 bytte företaget namn till RT Fjellman AB (R stod för Rune och T för Tore). I slutet av 1960-talet levererades de sista värmepannorna och företaget koncentrerade sig på tillverkning av pressar. Lokalerna utökades ständigt och 1971 disponerades lokaler på över 9000 m².

### Ägarskiften och omstruktureringar
Fjellmans försattes 1971 i konkurs efter att företaget fått likvida svårigheter, delvis orsakade av stora ekonomiska åtaganden i Ungern, ett misslyckat fanertorksprojekt i Finland samt kraftig prisstegring på bland annat stål. Samma år övertogs konkursboet av fyra av Rune Fjellmans söner. Företaget drevs vidare under namnet Fjellman Press AB. Einar Fjellman tog över efter Rune som vd. Verksamheten fortsatte till en början med i stort sett samma inriktning. Snart började dock etagepressarna att ersättas i produktionen av främst formpressar för kompositmaterial och olika pressar för verkstadsindustrin. År 1990 såldes Fjellman Press AB till Marpilen AB. Lars Holmgren tog över som vd och Runes söner lämnade ägandet i företaget. Marpilen var ett förvaltnings- och fastighetsbolag som främst såg Fjellmans som en kapitalplacering. Avståndet mellan ägande och verksamhet hade ökat och Marpilens intresse av att utveckla och investera i verksamheten var lågt. 
I oktober 1992 försattes Fjellmans återigen i konkurs. Konkursboet övertogs denna gång av Lars Holmgren, Per Martin Holmgren och Clas Gustafsson. 1993 startades verksamheten igen under namnet Fjellman Press i Mariestad AB. Clas Gustafsson blev ny vd och verksamheten inriktades mot verkstadspressar. 1994 tog Tarmo Kittelfors över som VD. Under 1995 förvärvade Norske Skog ASA 40 procent av aktierna i företaget och Välinge Aluminium AB elva procent. Vid årsskiftet 1997–1998 köpte Norske Skog ASA resterande aktier och blev majoritetsägare i Fjellmans. I samband med detta blev Thomas Bergquist ny vd i företaget. 
En betydande kund för Fjellmans på 90-talet blev CERN. År 2000 levererades pressar med en tryckkraft av 32 000 ton för tillverkning av de 1232 supraledande elektromagneter som sedan monterades i partikelacceleratorn Large Hadron Collider.

### Slutet
År 2001 beslöt Norske Skog ASA att man skulle avveckla Fjellmans som då hade 48 anställda under vd Maria Mexelin. Den officiella orsaken Norske Skog hänvisade till var dålig lönsamhet och en förändrad marknad. Flera försök gjordes bland anställda för att verksamheten skulle fortsätta men de misslyckades eftersom Norske skog inte accepterade budet på fastigheten med inventarier. 
Efter Fjellmans avveckling köptes ritningsarkiv och kundregister av Euromation AB dit även en del personalstyrkan flyttade.
År 2021 blev Nordisk Industri Optimering AB ny ägare till varumärket Fjellman Press. 
Fjellmans fastighet på Norra Vägen i Mariestad såldes 2002 med tillhörande maskinpark till Vänerprofil AB, (numera Sjöstadens varv AB) som sedan sålde maskinutrustningen vidare på auktion.
Många arbetade hela sitt yrkesverksamma liv på Fjellmans. Som mest hade företaget 233 anställda, år 1965.